# Musée de l'Histoire Maritime de Bordeaux
Le musée de l'Histoire Maritime de Bordeaux est un musée privé situé à Bordeaux, dans le département de la Gironde, en France.
Ouvert en 2017, en association avec le musée du Vin et du Négoce de Bordeaux, son objectif est de faire découvrir l'histoire du port de Bordeaux par le biais de personnalités et lignées familiales qui ont contribué à son développement. Grâce à une exposition permanente constituée de pièces de collections des familles bordelaises et un parcours thématique, le musée rend hommage à vingt siècles d'histoire maritime bordelaise.

## Histoire du musée

### Les origines
L’histoire de la création du musée de l’Histoire Maritime de Bordeaux débute en 1973, lorsque le musée Maritime ferme et déménage à Paris, laissant la ville sans témoin de son passé. Daniel Binaud, issu d’une lignée familiale de courtiers maritimes, est passionné par l'histoire maritime, cherche une façon de faire revivre cet héritage bordelais. Il lance tout d’abord la création du Conservatoire de l’Estuaire de la Gironde qu’il présidera pendant 17 ans. Ce conservatoire présente le riche milieu naturel et les activités humaines de Gironde.
Après ces années passées au Conservatoire, Daniel Binaud décide de se consacrer à sa seconde ambition : valoriser l’histoire maritime de Bordeaux. C’est ainsi qu’en 2004, il crée le Collectif Marinopole Bordeaux et réfléchi à l’ouverture d’un musée présentant le port de la Lune au fil des siècles qui rendrait hommage au patrimoine maritime de la ville. Cette idée se concrétise en juin 2017 avec l’ouverture du musée de l’Histoire Maritime de Bordeaux sous l’impulsion de ce collectif composé d’historiens, d’universitaires, d’industriels, d’économistes et de passionnés. Situé au 31 rue Borie, près des quais, sur la rive gauche de Bordeaux, ce musée a pour but de partager avec ses visiteurs l’héritage maritime, portuaire et fluvial du port depuis l’époque gallo-romaine.

### Un projet porté par le collectif Marinopole
Le collectif Marinopole est une association agréée, organisme d'intérêt général fondée par Daniel Binaud (1923-2010) en 2004, qui la préside jusqu’à son décès en avril 2010. Lui succède ensuite à la présidence, sa fille Elizabeth Binaud, Philippe Doutreloux, et l’actuel président : Stéphane Binaud, fils de Daniel. Les héritiers familiaux ou spirituels ont souhaité après son décès, poursuivre son travail et sa vision sur la revalorisation du patrimoine maritime de Bordeaux. Sa volonté était de « rendre leur fierté aux Bordelais et donc de recréer le lien étroit et unique entre le port et les vignobles, leur développement et leur renommée mondiale ».
Ils sont à l’origine de plusieurs projets. Leur premier axe de travail a été de contribuer à l’élaboration du dossier d’éligibilité de Bordeaux au patrimoine mondial de l’Unesco et de faire classer certains bâtiments anciens situés près du port. Bordeaux, port de la Lune, est classé sur la liste du patrimoine mondial au titre d'ensemble urbain exceptionnel le 28 juin 2007. Le collectif Marinopole ouvre un musée autour de l’histoire maritime de Bordeaux, centre de nombreux événements et conférences.
L'objectif, à terme, est de créer, conjointement avec l’office de tourisme de Bordeaux, un parcours sur les quais de la rive gauche de la ville retraçant son passé maritime sous forme de panneaux, y intégrant des éléments architecturaux des bâtiments de Bordeaux. Pour cela, le collectif voudrait renommer les grandes places de la ville en lien avec ce passé maritime avec des noms tels que : Caraïbes, Europe du Nord, États-Unis et Canada, Argentine et Chili, Nouvelle-Calédonie et Indochine, esplanade des Corsaires Girondins…

## Muséographie
Les collections sont présentées dans le musée à travers un parcours chronologique. La visite débute avec une représentation de Bordeaux au IIe siècle, qui fait ressortir la vocation maritime et commerciale de la ville. Sa situation géographique, entre océan Atlantique et fleuve, tout en passant par l’Estuaire de la Gironde, en font un axe majeur. Le premier port, appelé emporium, voit le jour dès l’Antiquité.
Dévoilant l’importance à travers les siècles, du port, de la ville et plus largement de l’histoire française et internationale liée aux échanges maritimes, le musée met l’accent à travers de nombreux panneaux sur des figures remarquables :
- Aliénor d'Aquitaine (1137–1204), Duchesse d'Aquitaine, mariée au futur Louis VII en 1137 dans la cathédrale Saint-André de Bordeaux, elle est à l'origine des Rôles d'Olérons[12] premier Code maritime ;
- Michel de Montaigne (1533 - 1592), maire de Bordeaux et humaniste qui a cosigné la construction du Phare de Cordouan ;
- Jaufré Rudel (XIIe siècle), troubadour surnommé « le Prince de Blaye » ;
- Camille Joseph de Roquefeuil-Cahuzac (1781-1831) grand navigateur qui lors d'un voyage commercial part de Bordeaux le 11 octobre 1816 à bord du trois mats Le Bordelais ;
- Le Marquis de Lafayette (1757-1834), acteur de l’indépendance américaine face aux anglais, il fait plusieurs arrêts à Bordeaux lors de son départ vers l'Amérique ;
- Montesquieu (1689-1755), philosophe des Lumières ; fervent opposant à l’esclavage[13] qu'il dénonce dans le livre XV de De l’esprit des lois ;
- Pierre Balguerie-Stuttenberg (1778-1835), négociant, armateur et banquier, qui a soutenu la construction du Pont de pierre de Bordeaux ;
- Étienne Denis (1799-1879), fondateur de comptoirs de commerce ;
- André Ballande (1857-1936), négociant, armateur, et exportateur de nickel, il dirige les établissements Ballande basés sur le commerce de vins bordelais et devient adjoint au maire de Bordeaux ;
- Antoine-Dominique Bordes (1815-1883), un des créateurs d'une compagnie de voiliers joignant Bordeaux et Valparaíso et qui acquiert la septième flotte française de 1898 ;

Les dons des familles bordelaises ont permis de créer une collection riche et diversifiée pour faire revivre au public l’histoire du port de Bordeaux à travers 2000 ans d’histoire. Le musée expose de nombreux documents :
- Des gravures et des tableaux  : une gravure aborde par exemple l’histoire du Phare de Cordouan ;
- Des cartes marines dévoilant une cartographie marine devenant de plus en plus précise ;
- Les instruments de navigation comme la boussole, l’astrolabe et le sextant ;
- Des maquettes de navire : le knarr (navire marchand viking), la kogge, le coureau et la gabare (navires de commerce, illustrant l’important du commerce avec l’arrière-pays), le brigantin (type de navire corsaire), le cap-hornier (voilier de charge), le navire hôpital (pour les naufragés), le bateau à roue et à vapeur, le terre neuve (pour la pêche à la morue) ;
- Des livres anciens comme la Jurade de Bordeaux ;
- Des photographies représentant les diverses activités du port, ses destructions et ses aménagements au fil des années. Témoignages historiques, elles évoquent également les évolutions les plus récentes à travers les différents appontements de Bassens (Gironde), Grattenquina, Ambès, Blaye, Pauillac et du Verdon , et enfin le réaménagement des quais bordelais pour l'accessibilité en centre-ville des paquebots de croisière ;

Une autre partie des vitrines aborde le commerce du vin, important pour la ville dès l’Antiquité. L’exportation devient plus simple dès le XVIIIe siècle avec l’apparition des bouteilles de verre ; au XIXe siècle, c’est le classement qui permet d’assouvir la notoriété des grands crus. Enfin, au XXe siècle, l’exportation internationale est omniprésente.
Les vitrines dévoilent l’importance de Bordeaux comme grand port colonial et assume le passé négrier de la ville dans un souci de mémoire et de pédagogie. En France, Nantes est le plus important port négrier, mais Bordeaux le suit de près avec près de 480 expéditions entre 1672 et 1837 à l’origine de la déportation de 120 000 à 150 000 noirs. Les vitrines dévoilent les denrées issues du système économique instauré par le commerce triangulaire, et soulignent l’exploitation des richesses des colonies comme le sucre, le café, le cacao mais aussi en évoquant la boisson des marins, le rhum, et des productions telles que la vanille, le giroflier, la cannelle, la muscade, le poivre, et le tapioca.

## Galerie d'images

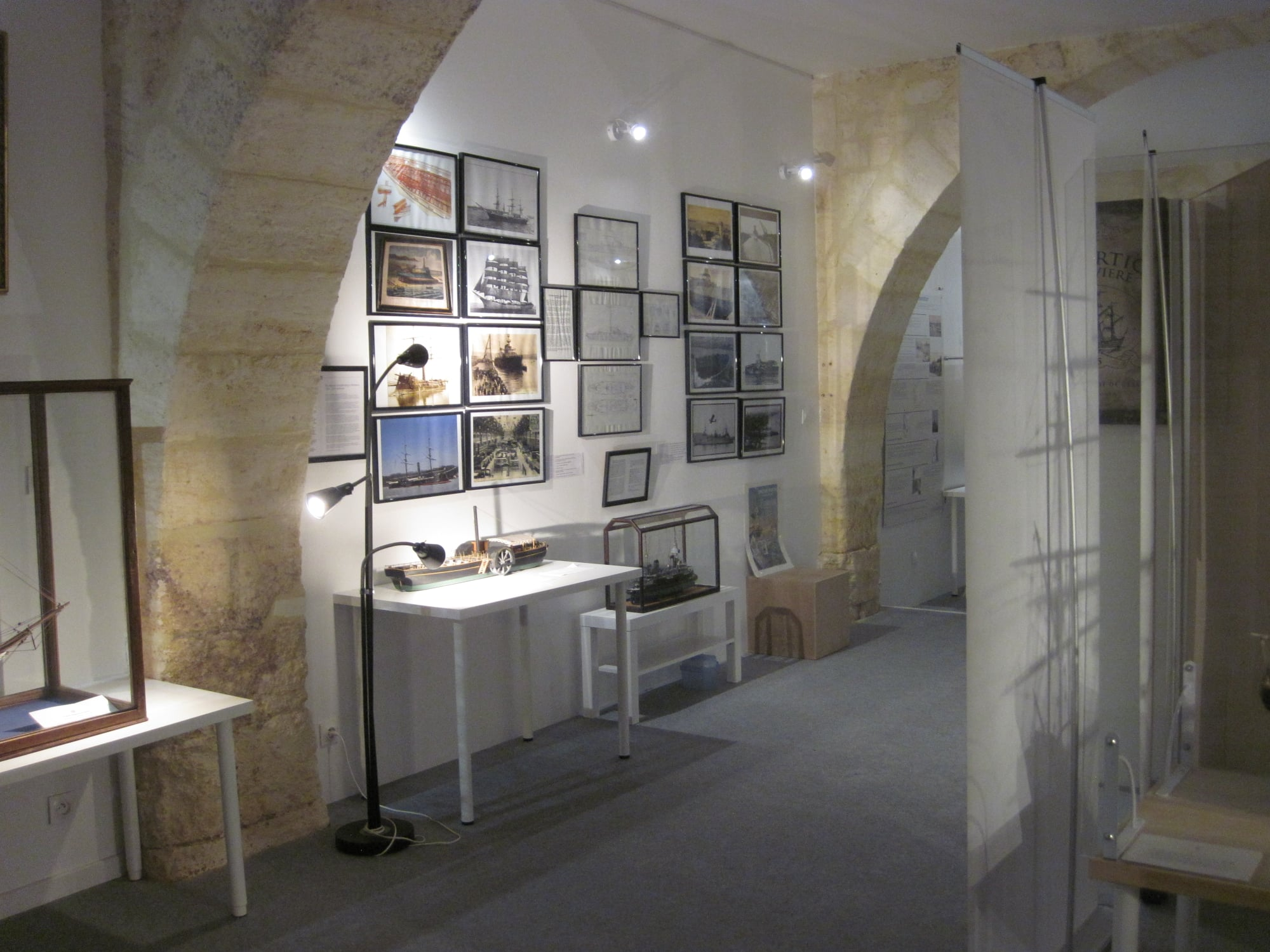
Vue du musée de l'Histoire Maritime de Bordeaux.
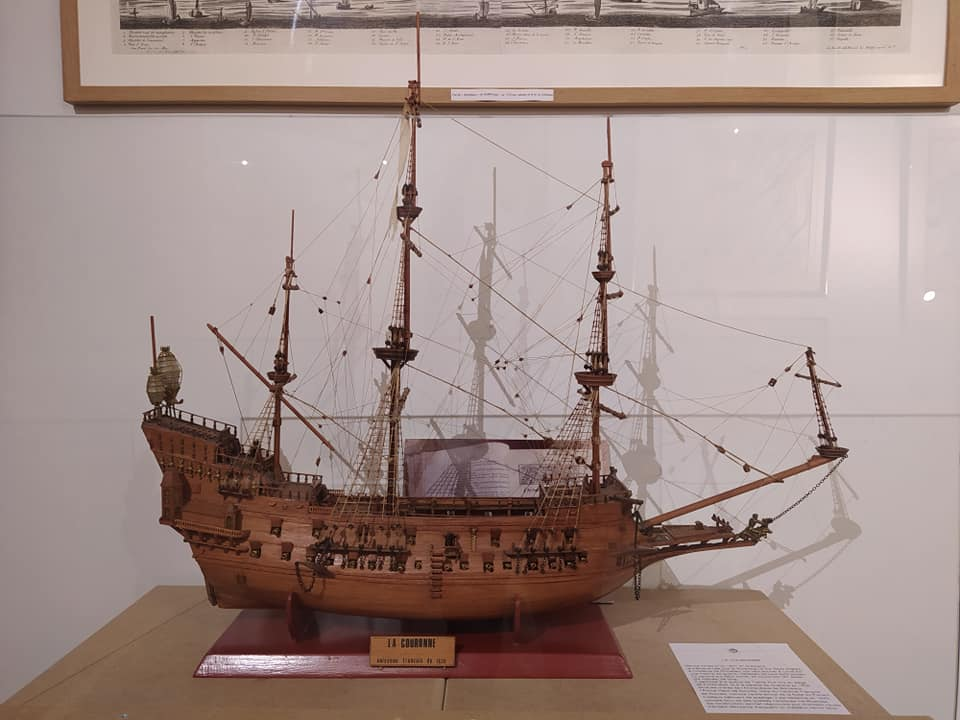
Maquette du navire La Couronne exposée au musée.
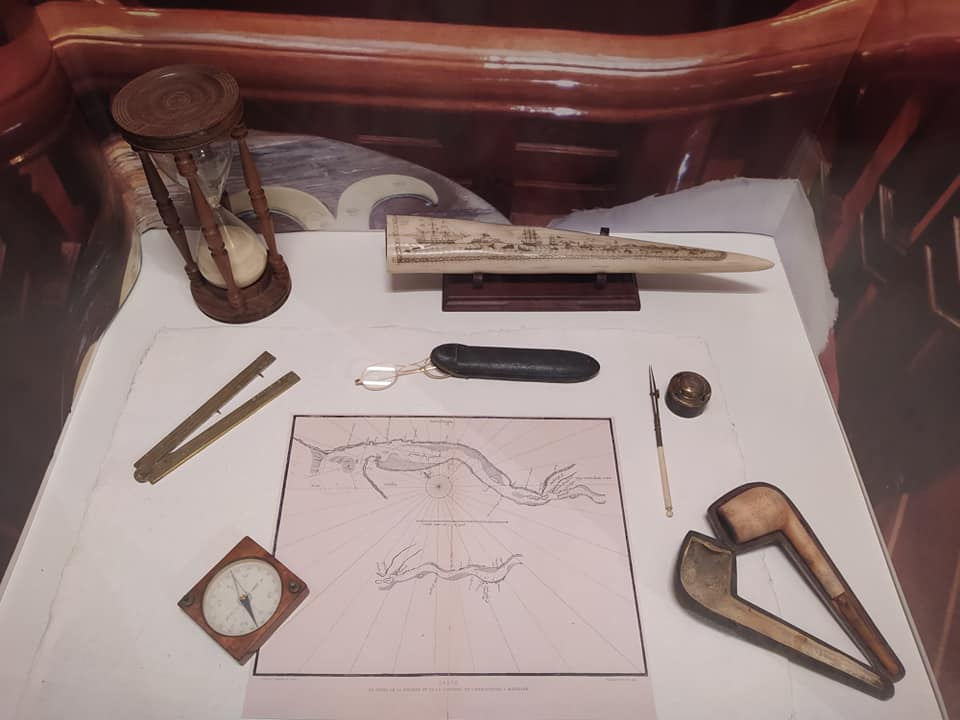
Outils de navigation exposés en vitrine du musée.
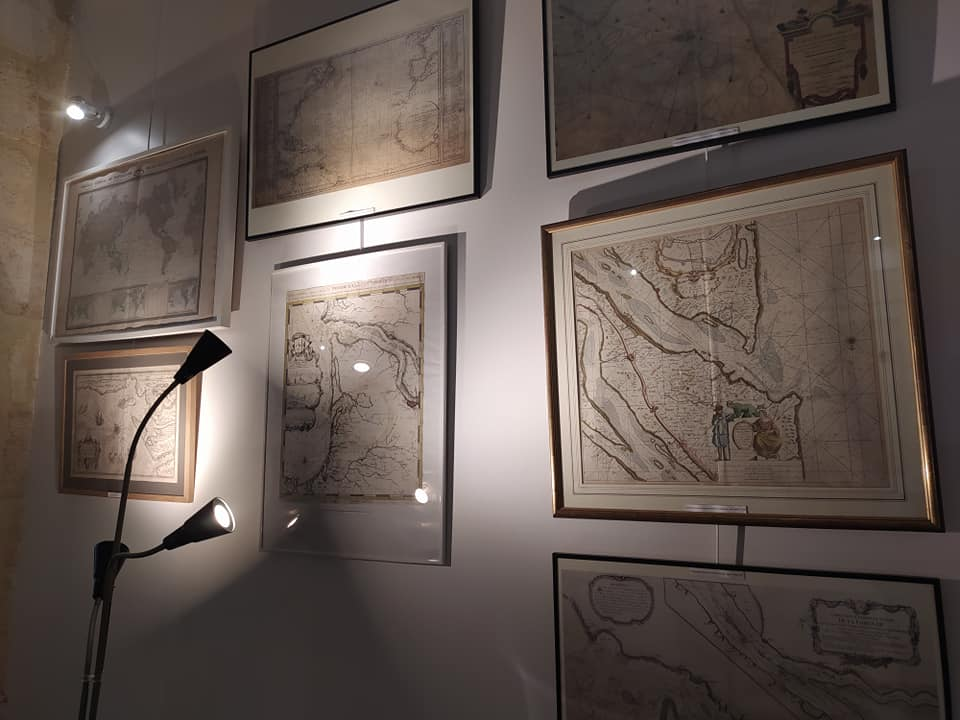
Cartes maritimes exposées au musée.
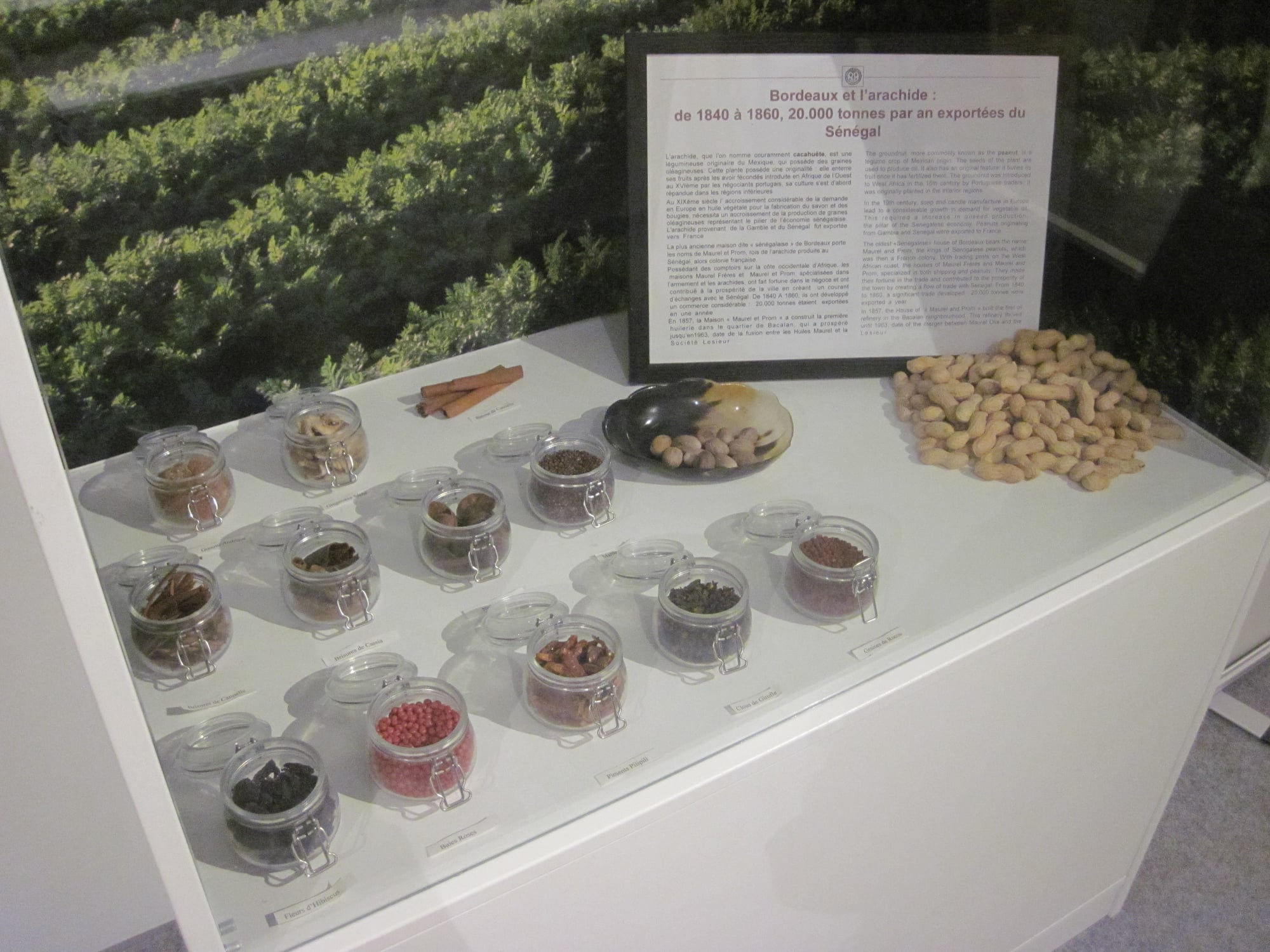
Échantillons de denrées exposés en vitrine du musée.

## Les autres témoins de l’histoire maritime bordelaise
D’autres lieux à Bordeaux évoquent le lien intrinsèque entre la ville et son port :
- Le musée d'Aquitaine présente une importante collection thématique sur Bordeaux au XVIIIe siècle, ainsi que son port de 1800 à 1939 ;
- Le musée du Vin et du Négoce de Bordeaux, qui vient compléter les informations du musée de l'Histoire Maritime de Bordeaux avec des thématiques comme l'histoire des grandes familles de négociants retracée par des documents familiaux, ou encore le port de Bordeaux et les exportations de vins[15] ;
- Le musée Mer Marine de Bordeaux , avec sa collection évoquant l'épopée des océans et l'évolution de la navigation sur des millénaires en y associant l'art contemporain de chaque époque[16] ;
- Le bâtiment de l’actuel CAPC musée d'art contemporain de Bordeaux[17] l'Entrepôt Lainé ,qui servait autrefois d’entrepôt pour les denrées issues du commerce portuaire)[18] ;
- Le bâtiment renfermant le musée national des Douanes (appelé aussi l’Hôtel des Douanes destiné au prélèvement des taxes sur les marchandises) ainsi que ses collections[19] ;
- Le Centre d'interprétation de l'architecture et du patrimoine (CIAP)[20] de la ville de Bordeaux qui souligne à travers son exposition l’importance du port bordelais, son implantation et ses répercussions sur la ville et son développement ;